# Ready or Not (videójáték)
A Ready or Not egy taktikai lövöldözősjáték az írországi székhelyű VOID Interactive-tól. A Steam korai hozzáférésen keresztül jelent meg 2021. december 17-én.

## Játékmenet
A játék középpontjában egy SWAT-csapat áll, amely a fiktív amerikai városban, Los Suenos városában tevékenykedik. A realizmus az élmény egyik központi pillére, a játékosok és a gyanúsítottak egyaránt néhány lövéssel  halhatnak meg. A lőfegyverek mellett számos kevésbé halálos fegyver, például kábítógránátok, sokkolók és paprikaspray is áll rendelkezésre, és a játékosok több pontot kapnak a gyanúsítottak letartóztatásáért, mint megölésükért.

### Módok
Öt játékmód játszható: elbarikádozott gyanúsítottakkal való szembeszállás, razzia végrehajtása, aktív lövöldöző megállítása, bomba hatástalanítása bombariadó után és túszok megmentése. Mindegyik módnak más-más szabályai vannak, amelyek megszegésükért büntetés jár. A küldetések játszhatók egyjátékos módban AI csapattársakkal, vagy akár négy másik játékossal együttműködve online többjátékos módban. A tervek szerint a teljes kiadásban egy játékos kontra játékos mód is megjelenik.

## Fejlesztés
A fejlesztés 2016 júniusában kezdődött, és 2017. május 3-án jelent meg a YouTube-on egy bemutató trailer. A játék alfa verzióját 2019. augusztus 19-én tették elérhetővé a drágább Supporter Edition tulajdonosai számára egy titoktartási megállapodás keretében. Válogatott YouTuberek meghívást kaptak egy PVP-tesztre 2020 áprilisában, és engedélyt kaptak a felvételek közzétételére. 2021. március 22-én jelentették be a Team17-tel való partnerséget, hogy a játékot az ő kiadójuk alatt adják ki. A játék 2021. december 17-én jelent meg a Steam Early Accessen.

### A kiadó elvesztése
2021. december 20-án a VOID bejelentette, hogy a Team17-tel való együttműködésük véget ért, és hogy a továbbiakban nem fogják kiadni a játékot. A találgatások szerint ennek oka az volt, hogy a fejlesztők egy iskolai lövöldözős szint beillesztését ígérték a Redditen, bár ezt a VOID tagadta.

## Fogadás
A Ready or Not a Steam legkelendőbb játék volt a megjelenését követő héten, és a Police Quest: SWAT sorozat és a korai Rainbow Six játékok szellemi utódjaként ünnepelték.
A Kotaku korai értékelésében Ethan Gach a Ready or Not-ot „taktikai horrorjátéknak ” és „ nyugtalanító SWAT-fantáziának” nevezte, dicsérve a hangulatát, de kritizálta is, hogy ízléstelen az amerikai rendőri brutalitás iránti érzéketlensége és a durva humor és a sötét dráma közötti megrázó tónusváltások miatt. Gach kedvezőtlenül emelte ki az olyan alt-right mémekre való nyilvánvaló utalásokat is, mint például a Redpill, a „Jogger” rasszista eufemizmusként való használata (Ahmaud Arberyre utalva). A fejlesztők később reagáltak a kritikára, tagadva minden kapcsolatot a szélsőségekkel, és azt állítva, hogy az állítólagos áthallások véletlenek voltak, valamint kijelentették, hogy eltávolítják a kérdéses képeket.

## Fordítás
- Ez a szócikk részben vagy egészben  a   Ready or Not (video game) című angol Wikipédia-szócikk ezen változatának fordításán alapul.  Az eredeti cikk szerkesztőit annak laptörténete sorolja fel. Ez a jelzés csupán a megfogalmazás eredetét és a szerzői jogokat jelzi, nem szolgál a cikkben szereplő információk forrásmegjelöléseként.